# VPS72
VPS72‏ (Vacuolar protein sorting 72 homolog) هوَ بروتين يُشَفر بواسطة جين VPS72 في الإنسان.